# Muhammad Bashar Kiwan
Muhammad Bashar Kiwan (arabe : محمد بشار كيوان), connu sous le nom de Bachar Kiwan, né le 30 novembre 1966, est un criminel syro-français, un fraudeur et un fugitif international. Il est recherché par les autorités des Comores pour des condamnations pénales liées à du blanchiment d'argent, de la fraude et du détournement de fonds en lien avec le scandale des ventes de passeports aux Comores, ainsi qu'au Koweït pour des condamnations pénales relatives à divers crimes en col blanc, notamment du blanchiment d'argent, de la fraude criminelle, de la contrefaçon et de la corruption,,,. Il est aussi un ancien homme d'affaires, ayant fondé et investi dans des entreprises du secteur des médias et de la publicité opérant dans le monde arabe, dont Al-Waseet International Company,. Il a précédemment occupé les postes de président du Conseil commercial syrien au Koweït, de consul honoraire des Comores pour le Koweït et de membre du Conseil commercial syro-iranien,,.

## Première vie et éducation
Muhammad Bashar Kiwan est né en 1966 de parents syriens et a grandi au Koweït. Il a obtenu une maîtrise en économie à l'Université de Montpellier en France et parle couramment l'arabe, le français et l'anglais,.
En 1992, il fonde Al-Waseet, un journal de petites annonces au Koweït, avec des partenaires commerciaux locaux. Al-Waseet est passé d'une publication hebdomadaire de petites annonces au Koweït à des opérations en Jordanie, aux Émirats arabes unis, à Bahreïn, au Qatar, à Oman, au Liban et en Égypte, ainsi que des éditions sous le nom d' Al Wasila en Arabie saoudite et en Syrie.
Il est à l'origine du United Group for Publishing Advertising and Marketing, aussi appelé United Group (UG), fondé avec son complice Majd Bahjat Suleiman (fils du haut gradé syrien Bahjat Suleiman),,,. Vu comme le média de propagande du régime Assad dans le monde arabe, United Group publie le journal officiel du parti Baladna en Syrie, ainsi que son équivalent Al-Balad newspaper au Liban, Koweit et Comores,. De là, Kiwan et Suleiman lancent d'autres affaires dans la banque, le tourisme, la construction et la publicité. Parmi leurs entreprises on trouve Al Waseet International, AWI Holding Limited, Comoro Gulf Holdings (CGH), Comoro Gulf Aviation, Dagher and Kiwan General Trading, et Jad & Jana (France),,,,. Beaucoup de ces entreprises servent en réalité à blanchir de l'argent.
Aux Comores, la filiale de United Group (UG), Comoro Gulf Holdings (CGH), a travaillé en étroite collaboration avec l'ancien président comorien Ahmed Abdallah Mohamed Sambi, et « a monopolisé l'investissement et le développement dans les îles ». Les participations de CGH comprenaient la Comores United Company for Publishing and Distributing, qui publiait l'hebdomadaire Al-Waseet et un quotidien en arabe et en français, Al-Balad. CGH a également créé une banque locale, la Banque Fédérale De Commerce, aux Comores,.
Kiwan et Suleiman ont également créé AWI Company, également connue sous le nom de AWI Group, une filiale de United Group (UG) basée à Dubai Media City. La société AWI a publié un certain nombre de journaux et de magazines techniques et publicitaires dans 35 villes de 12 pays. Les publications du groupe comprenaient Layalina, Top Gear, Marie Claire, Fortune et Concord Media for Road Advertisements,. Le groupe prévoyait une introduction en bourse en 2012 mais s'est arrêté en raison de la guerre civile syrienne.

## Activités criminelles

### Aux Comores
Kiwan est à l'origine d'un programme de citoyenneté économique qu'il a lancé avec son proche collaborateur, l'ancien président comorien Abdullah Sambi,,. En 2018, Kiwan, deux anciens présidents des Comores et plusieurs autres associés ont été inculpés au pénal pour détournement de millions d'euros détournés de ce programme vers Kiwan et ses associés.
Des milliers de passeports avaient été vendus en dehors des circuits officiels par des "réseaux mafieux", dont des centaines ont été vendus à des Iraniens, faisant craindre aux alliés occidentaux et du Golfe que les passeports soient utilisés pour contourner les sanctions,.
Du 21 au 24 novembre 2022, Kiwan a été jugé pour détournement et blanchiment de fonds publics comoriens prétendument détournés du programme de citoyenneté économique,. Le 28 novembre 2022, Bashar Kiwan a été reconnu coupable de fraude criminelle, de blanchiment d'argent et de détournement de fonds publics comoriens. Il a été condamné à 10 ans de prison.

### Abou Dabi
Kiwan aurait été arrêté et aurait fait l'objet d'une enquête aux Émirats arabes unis pour fraude liée à une licence de télécommunications qu'il a obtenue aux Comores. Des rapports non confirmés suggèrent que le magnat émirati Talal Al-Khoury a investi 34 millions de dollars dans l'accord, mais affirme que Kiwan l'a trompé, a détourné l'argent à d'autres fins et a vendu la licence à un autre opérateur.

### Koweït
En novembre 2017, Kiwan a été condamné à cinq ans de prison au Koweït pour falsification, à la suite d'une plainte déposée par son partenaire commercial, Sheikh Sabah Jaber Mubarak Al-Sabah. Peu après, Kiwan s'est enfui illégalement du Koweït, et en janvier 2018, trois personnes ont été arrêtées pour avoir facilité sa fuite. En juin 2020, Kiwan a refait surface publiquement en tant que lanceur d'alerte autoproclamé, affirmant avoir été torturé et contraint à blanchir de l'argent pour le Sheikh Sabah Jaber Mubarak Al-Sabah, ce qui l'aurait poussé à fuir le Koweït pour éviter des poursuites. En décembre 2020, Kiwan a engagé une procédure d'arbitrage contre l'État du Koweït, réclamant des dommages-intérêts à la suite de la prétendue saisie de ses investissements par le gouvernement dans le cadre d'enquêtes pénales liées à des accusations de fraude et à son emprisonnement.
En mars 2023, Kiwan a été condamné à 10 ans de prison pour blanchiment d'argent aux côtés de son ancien partenaire, en lien avec les mêmes activités qu'il prétendait dénoncer en 2020. En avril 2023, le Groupe de travail du Conseil des droits de l’homme des Nations unies sur la détention arbitraire a rendu un avis déclarant que Kiwan avait été arbitrairement détenu et soumis à des traitements inhumains au Koweït durant son procès et sa condamnation pour falsification en 2017.
En mars 2025, le Koweït a remporté l’arbitrage engagé par Kiwan devant le Centre international pour le règlement des différends relatifs aux investissements (CIRDI). Le tribunal a toutefois déterminé que le Koweït avait violé le Traité bilatéral d'investissement (TBI) franco-koweïtien en manquant à son obligation de traitement juste et équitable. Cette violation comprenait un déni de justice et des violations de la procédure régulière concernant la condamnation de Kiwan pour trafic humain liée à sa sortie illégale du Koweït pour échapper à sa peine. Cependant, le tribunal a conclu que Kiwan n'avait subi aucune perte en raison de cette violation, lui refusant toute indemnité pour préjudice moral et rejetant toutes ses autres demandes,,.

## Liens avec les régimes iranien et syrien

### Syrie
Le Centre arabe de recherche et d'études politiques a identifié Bashar Kiwan comme faisant partie d'un réseau de Syriens résidant à l'étranger qui ont accompli pour le régime d'Assad des fonctions de double nature, principalement dans la sphère financière et militaire.
Le partenariat médiatique de Bashar Kiwan avec Majd Suleiman, United Group for Publishing Advertising and Marketing, est considéré comme le bras médiatique du régime Assad dans divers pays arabes.

### Iran
Bashar Kiwan était membre du Conseil commercial syro-iranien (SIBC) et a servi d'intermédiaire au régime iranien pour acheter des biens immobiliers en Syrie aux côtés de son proche associé Mazen Al Tarazi. En mars 2019, Mazen Al Tarazi a été arrêté au Koweït et accusé de blanchiment d'argent.

## Vie privée
Kiwan est marié à la ressortissante française Angélique Tournoud Kiwan, qu'il a rencontrée lors d'un voyage de ski universitaire. Le couple a un fils, Jad Kiwan, né en 2002. Angélique Tournoud a co-fondé la marque d'accessoires de mode LE MARAIS 101 avec Zina Khair, l'épouse de Majd Suleiman, l'associé de Bashar Kiwan,.